# Brykcjusz
Brykcjusz – imię męskie. Zlatynizowana forma Bricius jednego z celtyckich imion.
Odpowiedniki w innych językach:
- łacina - Briccius
- język niemiecki - Brixen

Brykcjusz imieniny obchodzi 9 lipca i 13 listopada.
Osoby noszące to imię:
- św. Brykcjusz - biskup w Tours we Francji z V wieku
- Brykcjusz Chądzyński herbu Ciołek z Chądzynia
- Brykcjusz Sobocki herbu Doliwa, kasztelan gostyniński

Zobacz też:
- Saint-Brès